# Antonio Soler Marcos
Antonio Soler Marcos (Màlaga, 28 de setembre de 1956) és un escriptor, guionista de televisió i col·laborador de premsa espanyol.

## Biografia
Inicia la seva carrera literària en el camp del relat amb "Extranjeros en la noche" en el qual un conte llarg ("La noche" que després es va publicar com a novel·la curta); atreu l'atenció de la crítica que l'interpreta com el naixement d'una nova veu. L'any 1983 va obtenir el premi Jauja de relats amb "Muerte canina". Després de dues novel·les publica "Las bailarinas muertas" amb la qual aconsegueix, a més del premi Herralde, situar-se en un lloc privilegiat del panorama de la narrativa espanyola.
"El nombre que ahora digo" és considerat per alguns especialistes en la guerra civil (com Paul Preston) com una de les més fidels narracions sobre el conflicte espanyol.
"El camino de los ingleses" és portat al cinema per Antonio Banderes amb guió del propi Soler en una pel·lícula que es va estrenar l'any 2006.
Ha realitzat nombrosos treballs com a guionista de televisió i ha estat col·laborador fix dels diaris Sur, ABC i El Mundo (Andalusia) i dels suplements dominicals d'El Periódico de Barcelona i El semanal.
Ha estat Escriptor en Residència del Dickinson College de Pennsilvània. Ha impartit conferències i cursos en nombroses universitats i institucions culturals d'Europa, Hispanoamèrica, Estats Units i Canadà.
És membre fundacional de l'Orde del Finnegans, Els membres d'aquesta Ordre -que els seus altres quatre fundadors són Eduardo Lago, Jordi Soler, Enrique Vila-Matas i Malcolm Otero Barral- s'obliguen a venerar la novel·la Ulisses de James Joyce i, si pot ser, assistir cada any a Dublín, el 16 de juny, al Bloomsday, llarga jornada que culminen al vespre a Torre Martello (inici de la novel·la) llegint uns fragments d'Ulisses, i caminant després fins al pub Finnegans -l'Orde pren el seu nom d'aquest bar- en la veïna població de Dalkey.

### Llibre de relats
- Extranjeros en la noche (1992)

### Novel·les
- Modelo de pasión (1993)
- Los héroes de la frontera (1995)
- Las bailarinas muertas (1996). Premio Herralde y Premio de la Crítica
- El nombre que ahora digo (1999). Premio Primavera
- El espiritista melancólico (2001)
- El camino de los ingleses (2004). Premio Nadal
- El sueño del caimán (2006)
- Lausana (2010)
- Boabdil (2012)
- Una historia violenta (2013)

### Assajos
- Málaga, Paraíso Perdido (2010)

## Premis
- Premi Herralde (1996)
- Premi Andalusia de la Crítica (1996) pels Los héroes de la frontera.
- Premi de la Crítica de narrativa castellana (1996)
- Premi Primavera de Novel·la (1999)
- Premi Nadal (2004)

## Traduccions de les seves obres
- Alemany
- Grec
- Francès
- Italià
- Portuguès
- Romanès
- Lituà
- Croat
- Coreà